# Choszczewo (Łódź)
Pour les articles homonymes, voir Choszczewo.
Choszczewo est une localité polonaise de la gmina de Szadek, située dans le powiat de Zduńska Wola en voïvodie de Łódź.